# Gibson EDS 1275

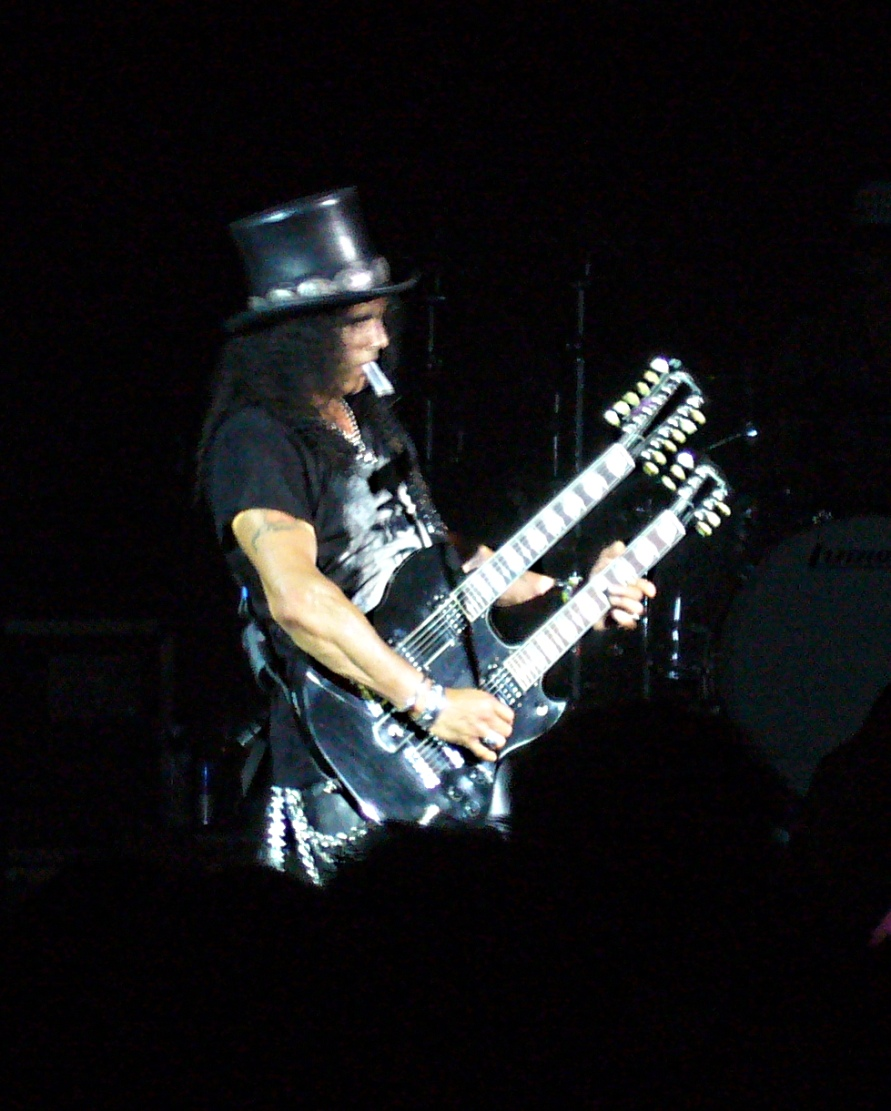
Slash

De Gibson EDS 1275 is een elektrische gitaar van Gibson, met twee halzen: een 6-snarige en een 12-snarige. De body is een verbrede versie van het SG-model. Deze gitaar werd in het midden van de jaren zestig in productie genomen. Zij werd veel gebruikt door Jimmy Page van Led Zeppelin in het nummer "Stairway to Heaven".
Andere gitaristen die ook weleens op dit type gitaar speelden zijn Slash (Guns N' Roses), Don Felder (The Eagles), Ace Frehley (Kiss), Paul Stanley (Kiss) en Pete Townshend (The Who).